# Famille Szontagh

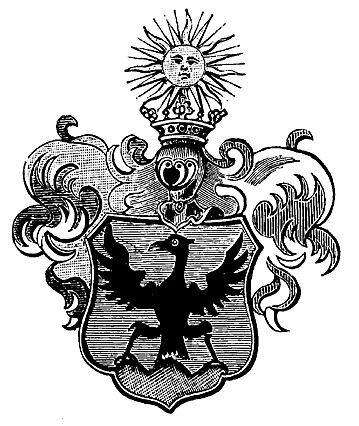
Blason de la famille Szontagh (2e version)

Szontagh de Igló et Zabar (iglói és zabari Szontagh en hongrois, dit aussi gömöri Szontagh) est le patronyme d'une ancienne famille de la noblesse hongroise. 

## Origine
La famille Szontagh fait partie de ces familles nobles allemandes impliquées dans le commerce, les mines et les arts, qui se sont installées très tôt en Hongrie.
Elle est présentée dans différents diplômes royaux - de Rodolphe en 1582 et Matthias II en 1610 - comme étant issue d'une ancienne famille chevaleresque saxonne originaire de Weimar. La famille est mentionnée en latin dans les archives hongroises sous les noms de Zontag, Zontog, et est déjà présente dans certaines villes minières du comté de Szepes au XIVe siècle.

## Principaux membres
- Imre Szontagh (fl 1570-1610), conseiller et greffier de Késmárk.
- Mihály I Szontagh (1701-1760), trésorier en chef du comitat de Gömör.
- Gáspár Szontagh (hu)  (1711-1786), parlementaire.
- Gusztáv Szontagh (hu) (1793-1858), horticulteur, philosophe, critique, capitaine KuK, membre régulier de l'Académie hongroise des sciences.
- Sámuel II Szontagh (1782-1847), artiste peintre. Père du suivant.
- Dániel Szontagh (hu) (1809-1867), conseiller du roi, juriste et président du conseil de district. Père du suivant.
- Miklós Szontagh (hu) (1843–1899), médecin, botaniste, pionnier de la thérapie climatique à haute température.
- Miklós le jeune Szontagh (1882-1963), médecin, balnéologue. Fils du précédent.
- Albert Szontagh (hu) (1818-1892), avocat, conseiller du roi.
- Ábrahám Szontagh (hu) (1830-1902), médecin et homéopathe.
- Pál Szontagh (hu) (1821–1911), avocat, parlementaire, il participa à la révolution hongroise de 1848.
- Pál  Szontagh (hu) (1820–1904), membre de la Chambre des magnats, vice-président de la Chambre des représentants, conseiller secret, chef de l'opposition du comté de Nógrád.

## Sources
- Iván Nagy: Magyarország családai: Czimerekkel és nemzékrendi táblákkal, Pest, 1862
- A Pallas nagy lexikona